# Марко Порције Катон Лицинијан
Марко Порције Катон Лицинијан (лат. Marcus Porcius Catō Licinianus; 191—152. п. н. е.) био је син Катона Старијег и његове прве жене Лициније, по којој је назван Лицинијан, да би се разликовао од свог полубрата Марка Салонијана, сина Салоније. Истицао се као правник.

## Биографија

### Младост и образовање
Катон Старији је велику пажњу посвјећивао синовом образовању, физичком и менталном. Лицинијан се подучавао јахању, пливању, рвању, мачевању и, можда због слабе конституције, био је изложен температурним промјенама како би очврснуо своје тијело. Катон Старији није дозволио свом ученом робу Хилону да надгледа синово школовање, да дјечак не би стекао ропске појмове или навике, већ му је својом руком писао лекције историје великим словима, а потом је саставио неку врсту енциклопедије за његову личну употребу.

### Војнички живот
У војну службу је ступио 173. п. н. е. и служио је у Лигурији код конзула Марка Лената. Када је легија у којој је служио распуштена, положио је војничку заклетву по други пут, по очевом савјету, како би могао легално ступити у борбу против непријатеља. Учествовао је у бици код Пидне 168. п. н. е. под конзулом Луцијем Македонијем, чију је ћерку, Емилицију Терцију, касније оженио. У бици се истакао својом личном вјештином у којој је прво изгубио и на крају повратио свој мач. Детаљи ове борбе разликују се у зависности од аутора. Конзул га је због задобијених рана дочекао са аплаузом и дао му отпуст ради заљечења. Чини се да га је отац да више не учествује у борбама, пошто након отпуста више није био војник.

### Правнички живот
Чини се да се од тада посветио проучавању права, у чему је достигао значајну еминенцију. У опскурном и оштећеном фрагменту de Origine Juris Секста Помпонија, након помињања Секста и Публија Елија и Публија Атилија, аутор наставља да говори о двојици Катона. Чини се да овај одломак говори о Катону прије Цензора, али Помпоније је писао у параграфима, посвјећујући по један сваком низу правника, а ријеч Deinde („затим”) почиње од Катона, иако је Цензор био помињан антиципацијом на крају претходног параграфа. Од Катона, оца и сина (esc quibus), каснији правници су пратили њихову сукцесију. Аполинарије Сулпиције, у том одломку Авла Гелија који је главни ауторитет у погледу генеалогије породице Катон, говори да је син написао egregios de juris disciplina libros („познате књиге о судској пракси”). Фест (под Mundus) наводи commentarii juris civilis Катона, вјероватно сина, а Јулије Павле наводи Катонову 15. књигу. Цицерон осуђује Катона и Брута што су у својим објављеним одговорима навели имена особа које су их консултовале. Целзус наводи Катоново мишљење о интеркаларном мјесецу, а regula или sententia Catoniana се често помиње у Digest. Regula Catoniana била је прослављено правило римског права у смислу да заоставштина никада не би требало да буде важећа, осим ако би била важећа да је завјешталац умро одмах након што је направио завјештање. Ово правило (које је имало неколико изузетака) представљало је посебан случај општије максиме: Quod initio non valet, id tractu temporis non potest convalescere. Већа слава сина као правника и језика навода из Катона, чини вјероватним да је син Катон из Digest. Из начина на који се Катон помиње у  — Apud Catonem bene scriptum refert antiquitas — може се закључити да је био познато из друге руке у Јустинијанове вријеме.
Умро је као praetor designatus, око 153. п. н. е, неколико година прије оца, који је његов губитак поднио са скрушеношћу, а због сиромаштва скромно сахранио.
Њергов старији син Марко Катон био је конзул 118. године п. н. е.

## Напомена
1. ↑  „Оно што није добро у почетку, не може се учинити добро временом”, што је Валтазар Богишић у Општем имовинском законику за Црну Гору из 1888. превео као „Што се грбо роди, вријеме не исправи”.